# Ivana Orleanska
Ivana Orleanska (francosko Jeanne d'Arc), znana tudi kot Devica Orleanska, francoska narodna junakinja in svetnica Rimskokatoliške cerkve, * domnevno 6. januar 1412, Domrémy-la-Pucelle, Lorena, Francija, † 30. maj 1431, Rouen, Francija.
Z zgolj 17 leti je poveljevala francoski kraljevi vojski. Kralja Karla VII. je prepričala, da je pregnal Angleže iz Francije in ji leta 1429 zaupal vodstvo armade v obleganju Orleansa, patajski bitki in drugih spopadih leta 1430. Z njenimi vojaškimi zmagami se je tehtnica v stoletni vojni odločilno prevesila na stran Francozov.
Njene zmage so omogočile kronanje Karla VII., zaradi česar je njeno družino nagradil s poplemenitenjem. Vojvoda Burgundski jo je priprl in predal Angležem, čeprav jo je želel odkupiti tudi Karel. Proangleška duhovščina jo je na montiranem sodnem procesu obtožila krivoverstva in jo obsodila na usmrtitev z sežigom na grmadi v Rouenu. 
Leta 1449 je Karel spet zavzel Rouen in na obnovljenem procesu, ki ga je odobril tudi papež Kalist III., so duhovniki iz vse Evrope ugotovili njeno nedolžnost.  Inkvizitor jo je junija 1456 označil za mučenko, njene prvotne sodnike pa za krivoverce. Papeška komisija je še enkrat preiskala sojenje; ugotovili so, da je bila pravzaprav osvoboditeljica svojega ljudstva ter razglasili njeno popolno nedolžnost.
V 16. stoletju je postala simbol katoliške lige.

## Življenje
Ivana Orleanska se je rodila v kmečki družini Jakoba d'Arc in Izabele roj. Romée, v vasici Domrémy v Vogezih, v severovzhodni Franciji. Vasica je bila pod protektoratom barskega vojvode. Poleg prihodkov od 20 hektarjev velike kmetije je bil oče plačan tudi zaradi nalog povezanih z upravljanjem vasi (pobiral je davke in skrbel za varnost). Fevdalno je ostal podanik francoskega kralja, četudi so bili obkroženi s Burgundskimi ozemlji. Mali neredni napadi so zaznamovali njeno otroštvo na tem obmejnem območju, nekoč so nasprotniki požgali celo vas.
Zaradi izpovedi na sojenju, ko je bila stara 19 let, se sklepa, da je bila rojena okoli 1412. Izpovedala je, da so se ji pri trinajstih letih prikazale podobe sv. Mihaela, svete Katarine in svete Margarete in ji dejale, da naj izžene Angleže in pripelje prestolonaslednika v Reims na kronanje. Ko je bilo konec prikazovanja, ki jo je uzrla v očetovem vrtu, je jokala, saj so bili tako lepi.
Pri šestnajstih letih je prosila sorodnika Duranda Lassoisa, da je odvede v bližnje mesto, kjer je zaprosila konjeniškega častnika Roberta de Baudricourta za dovoljenje, da se pridruži francoski kraljevi vojski. Zavrnitev častnika je ni odvrnila od njenih namenov. Naslednjega januarja je pridobila podporo dveh častnikovih mož, prepričana, da sam Bog želi, da gre stran od mame in v boj, kjer jo bo kralj potreboval, saj ne bo imel druge pomoči. Častnik jo na drugem sestanku vzel resno šele, ko si je po lastnem mnenju njena predvidevanja glede premikov angleških sil lahko razlagal zgolj kot Božjo previdnost, zato jo je začel poslušati in upoštevati. 

### Vzpon
S podporo častnika ji je bilo omogočena pot do dvora, do katerega je morala preko sovražnega ozemlja Burgundcev. Skrivala se je tako, da se je preoblekla v vojaka. Soočena s kraljem je na dvoru naredila dober vtis, zato so ji dali primerno podporo. Zaradi njene izrazito verske orientiranosti pri vojni je postalo pomembno zavarovati kraljeve interese in zagotoviti, da kot osebnost Ivana ne bo heretična, kar bi pomenilo, da bi kasneje kralj bil izpostavljen očitkom, da mu je kraljestvo in krono predal sam hudič. Ivana je tako morala dokazovati pravovernost in svoje vrline ponižnosti, poštenosti in preprostosti pred komisijo. Preizkušnjo je tokrat opravila in bila tako postavljena na čelo vojske, kjer naj se dokaže.

## Svetništvo
V stoletjih po Ivanini smrti je čaščenje precej nihalo. V nekaterih obdobjih so jo skoraj docela pozabili. Šele v 19. stoletju se je celotni francoski narod navdušil zanjo. Začeli so ji postavljati spomenike, ulice in trgi so dobivali njeno ime, proslavljali so jo na mnogih narodnih slovesnostih. Tako je škof v Orleansu, Félix-Antoine-Philibert Dupanloup, leta 1869 storil prve korake na poti uradne razglasitve svetništva in je posredoval pri papežu Piju IX., da bi ji podelil časti, ki pritičejo blaženim. Škofu so se pridružili tudi francoski škofje in mnogi tuji prelati. Opravili so mnogo raziskav.
Papež Leon XIII. je 27. januarja 1894 podpisal prvi akt razprave, ki je potrjevala pot k beatifikaciji. V njej je izjavil: »Ivana je naša.« Papež Pij X. je nato 6. januarja 1904 svečano proglasil njene junaške kreposti. S tem je postala častitljiva Božja služabnica. Tako je bilo njeno krepostno življenje raziskano in potrjeno, niso pa bili še raziskani čudeži, potrebni za beatifikacijo. Kongregacija za svete obrede je nato potrdila tri čudeže, ki so se zgodili v letih 1891, 1893 in 1900. To so bile tri ozdravitve treh redovnic iz škofij Aras, Evre in Orleans. 13. decembra je 1908 je Pij X. podpisal dekret, ki je potrjeval te tri čudeže. Nato pa jo je 18. aprila 1909 proglasil za blaženo. Papež Benedikt XV. je potrdil še dva čudeža in 16. maja 1920 jo je v baziliki svetega Petra v Rimu kanoniziral in jo razglasil za sveto. Njen god je 30. maja.

## Filmi z motivi iz njenega življenja
- Joan the Woman (1916, Cecil B. DeMille)
- La Merveilleuse Vie De Jeanne D'Arc (1927, Marco de Gastyne)
- The Passion of Joan of Arc (1928, Carl Theodor Dreyer)
- La Mervelilleuse Vie De Jeanne D'Arc (1929)
- Das Maedchen Johanna (1935)
- Joan of Arc (1948, Victor Fleming)
- Giovanna d'Arco al Rogo (1954, Roberto Rossellini)
- Saint Joan (1957, Otto Preminger)
- Le Proces de Jeanne d'Arc (1962, Robert Bresson)
- Jeanne La Pucelle: Les Batailles (1994, Jacques Rivette)
- Jeanne La Pucelle: Les Prisons (1994, Jacques Rivette)
- Joan of Arc (1999, Christian Duguay)
- The Messenger: The Story of Joan of Arc (1999, Luc Besson)